# Mariä Verkündigung (Tegernheim)

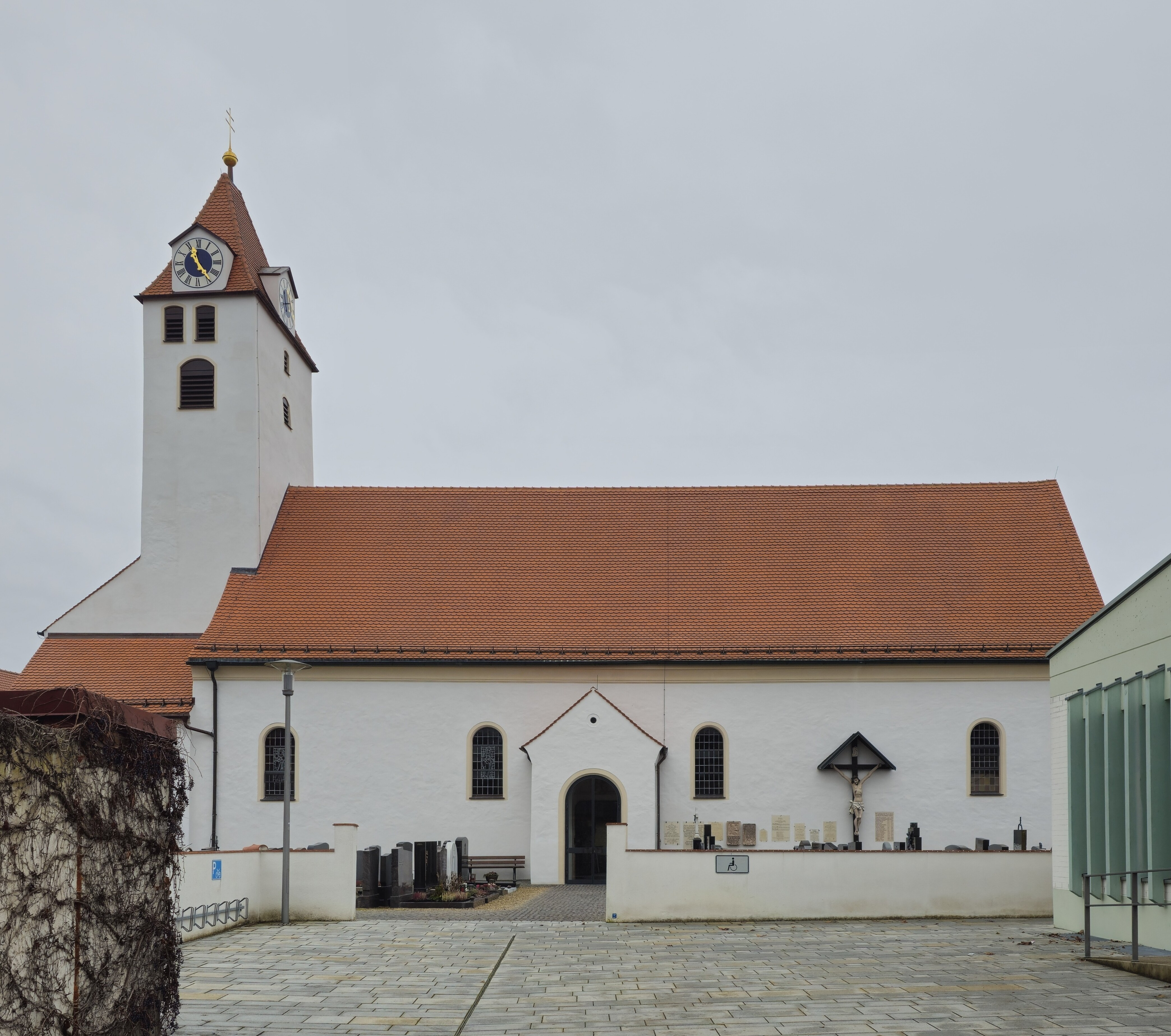
Pfarrkirche Tegernheim

Die Kirche Mariä Verkündigung befindet sich in der Kirchstraße 25/27 im Süden von Tegernheim im bayerischen Landkreis Regensburg. Sie ist die römisch-katholische Pfarrkirche der gleichnamigen Gemeinde im Dekanat Donaustauf-Schierling des Bistums Regensburg und steht unter dem Patrozinium der Verkündigung des Herrn (Mariae Verkündigung).
Sie ist eines von drei Baudenkmälern in Tegernheim.

## Geschichte
Die Kirche ist eine im Kern romanische Chorturmkirche. Das Langhaus in romanischer Zeit hatte nur eine Breite von 6,60 m und reichte bis zum jetzigen Quergang. Im Zeitalter der Spätgotik in der 1. Hälfte des 14. Jahrhunderts wurde das Langhaus der Kirche auf 11 m Breite und 18 m Länge erweitert. Weitere Erweiterungen erfolgten um 1739 und 1953. Im 18. Jh. wurde die Kirche im Barockstil umgestaltet.
Im Schenkungsbuch des Stiftes Obermünster wird mit Plebanus Gotfrid (1224–1241) der erste bekannte Pfarrer der Kirche erwähnt. Bis 1425 war die Pfarrei dem Landkapitel Donaustauf zugeordnet. Dann kam Tegernheim zum Reichsstift Obermünster, bei dem es bis 1810 verblieb.

## Gebäude und Ausstattung

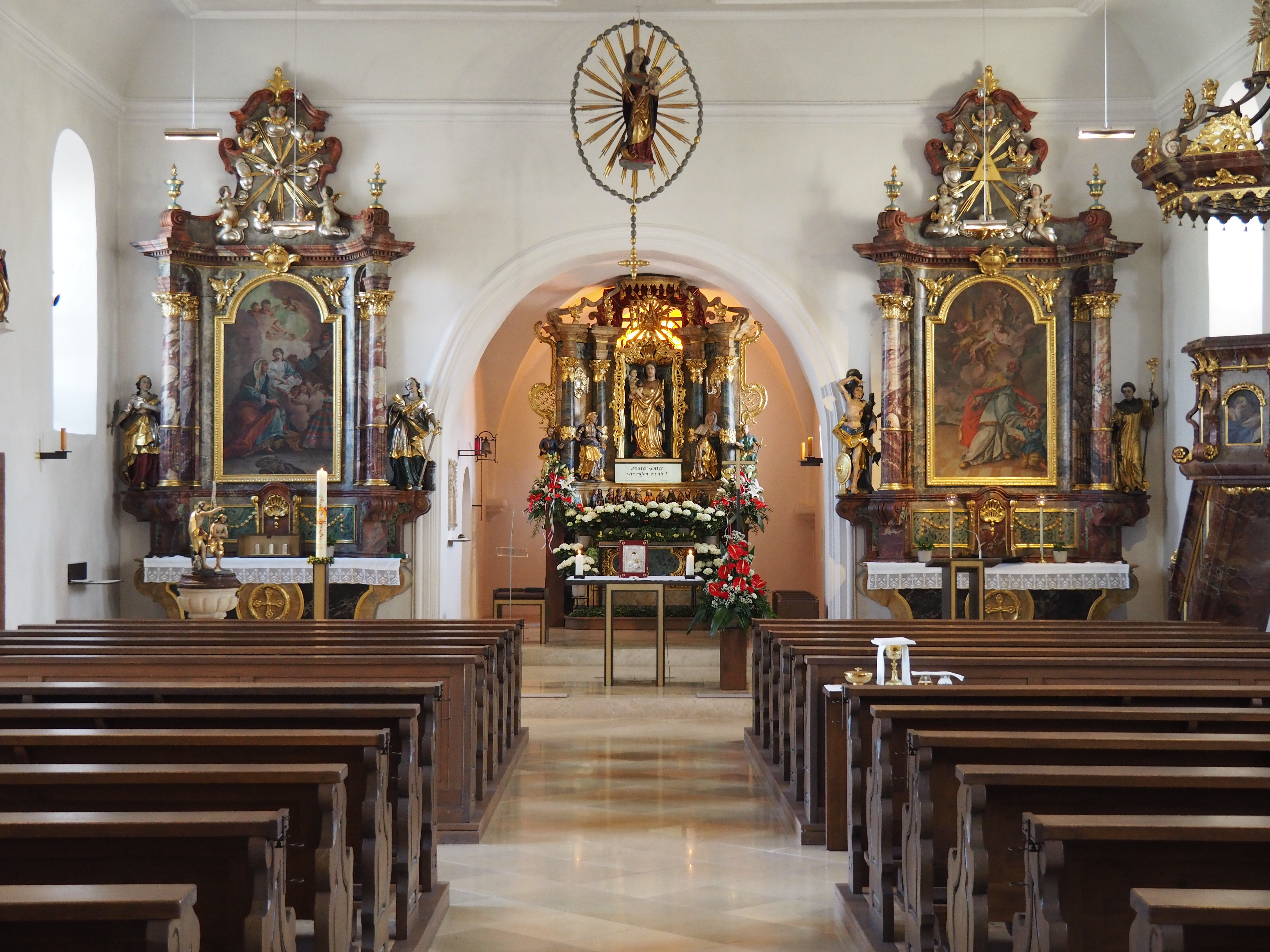
Innenansicht

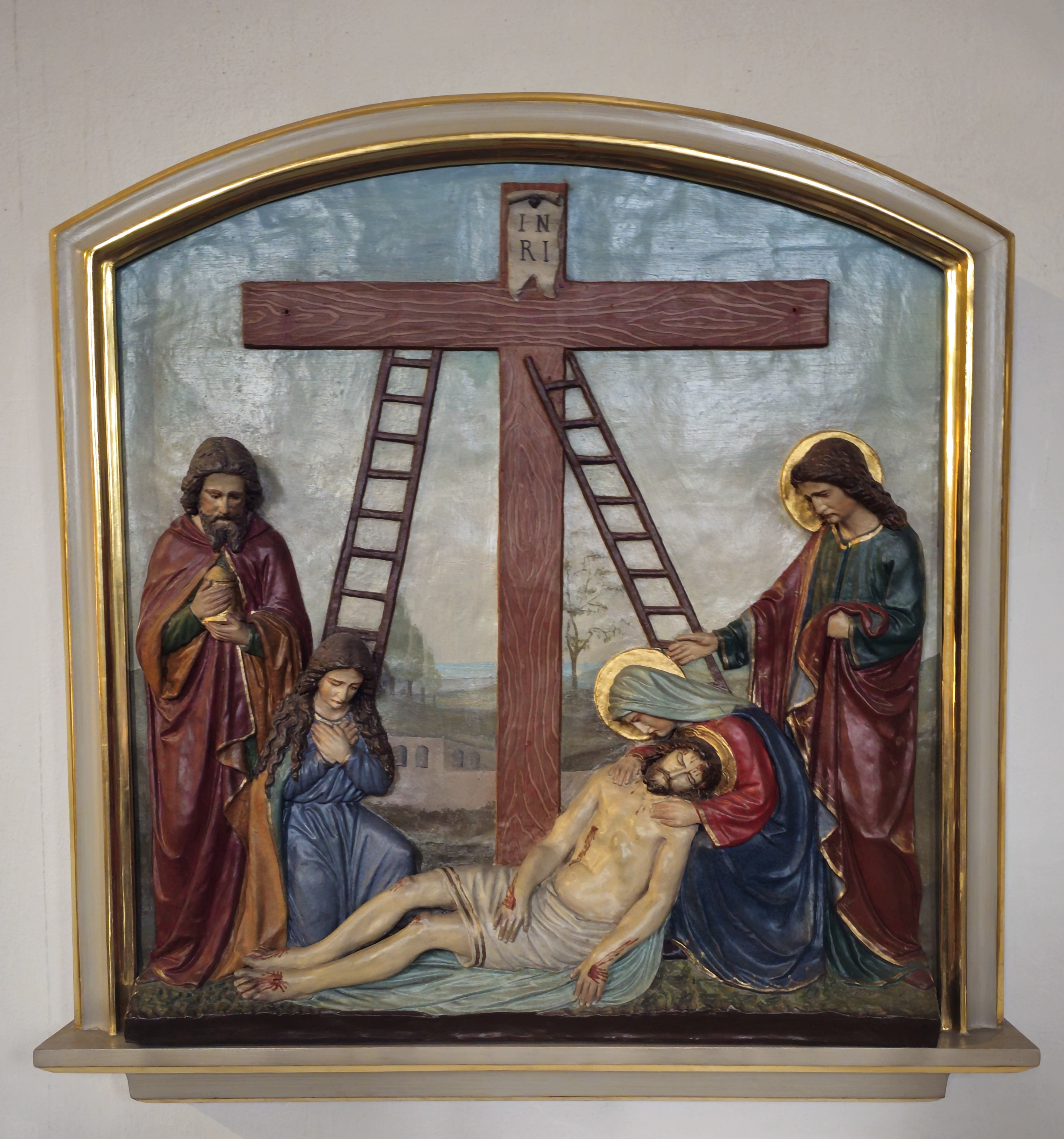
Kreuzwegstation

Der 28 Meter hohe Wehrturm (13. Jahrhundert) und der Chor (12. Jahrhundert) stammen aus der Romanik. Die Sakristei ist nördlich an den Turm angegliedert.
Die über die Jahrhunderte unversehrt gebliebene Kirche besitzt Figuren und Gemälde aus verschiedenen Jahrhunderten (gotische Hochaltarfigur der Heiligen Maria mit Kind aus dem 15. Jh., gotische Apostelgruppe, spätgotische Kreuzigungsgruppe). Das gotische Portal ist von einem Rankenband umgeben, an den Kragsteinen sitzen Blattmasken. Das Bogenfeld darüber ist als Tympanon ausgeführt. Den viersäuligen Hochaltar im Rokokostil mit Muschelwerk und Baldachin schuf 1773 Schreiner Stefan Bergbichler aus Donaustauf. Über dem Volksaltar von 1975 befindet sich an der Decke eine spätgotische Madonna im Rosenkranz von 1500. Der linke Seitenaltar ist der heiligen Anna geweiht, der rechte dem heiligen Nikolaus. Die Skulpturen des Wasserheiligen St. Nikolaus im rechten Seitenaltar und des Heiligen Urbanus mit der Weintraube über dem Nordportal zeugen von der engen Beziehung des Ortes zur Donau und dem Weinbau.
Auf dem spätbarocken Taufstein aus Sandstein steht eine Holzgruppe der Taufe Christi im Rokokostil. Die Kanzel im Rokokostil von 1766 stammt wie der Hochaltar von Stefan Bergbichler. Das Deckengemälde von Otto Gebhard aus Prüfening von 1762 zeigt den englischen Gruß.
Bei der Innenausmalung 1970/71 entdeckte man gotische Fresken, die jedoch bis auf ein Fresko mit einem Verkündigungsengel wieder übermalt wurden.
An der Nordwand befinden sich Grabplatten aus rotem Marmor von Johannes vor Streitberg, Pfarrer zu Tegernheim (1421) und späterer Bischof von Regensburg sowie des 1585 verstorbenen Pfarrers Johannes Steindl.
Der Kreuzweg mit 14 Stationen aus Terrakotta stammt von 1889.
Die Friedhofsmauer an der Ostseite geht auf das 17. und 18. Jahrhundert zurück.
Renovierungen erfolgten 1975, 1993, 2018 (innen) und 2022 (außen).

## Orgel

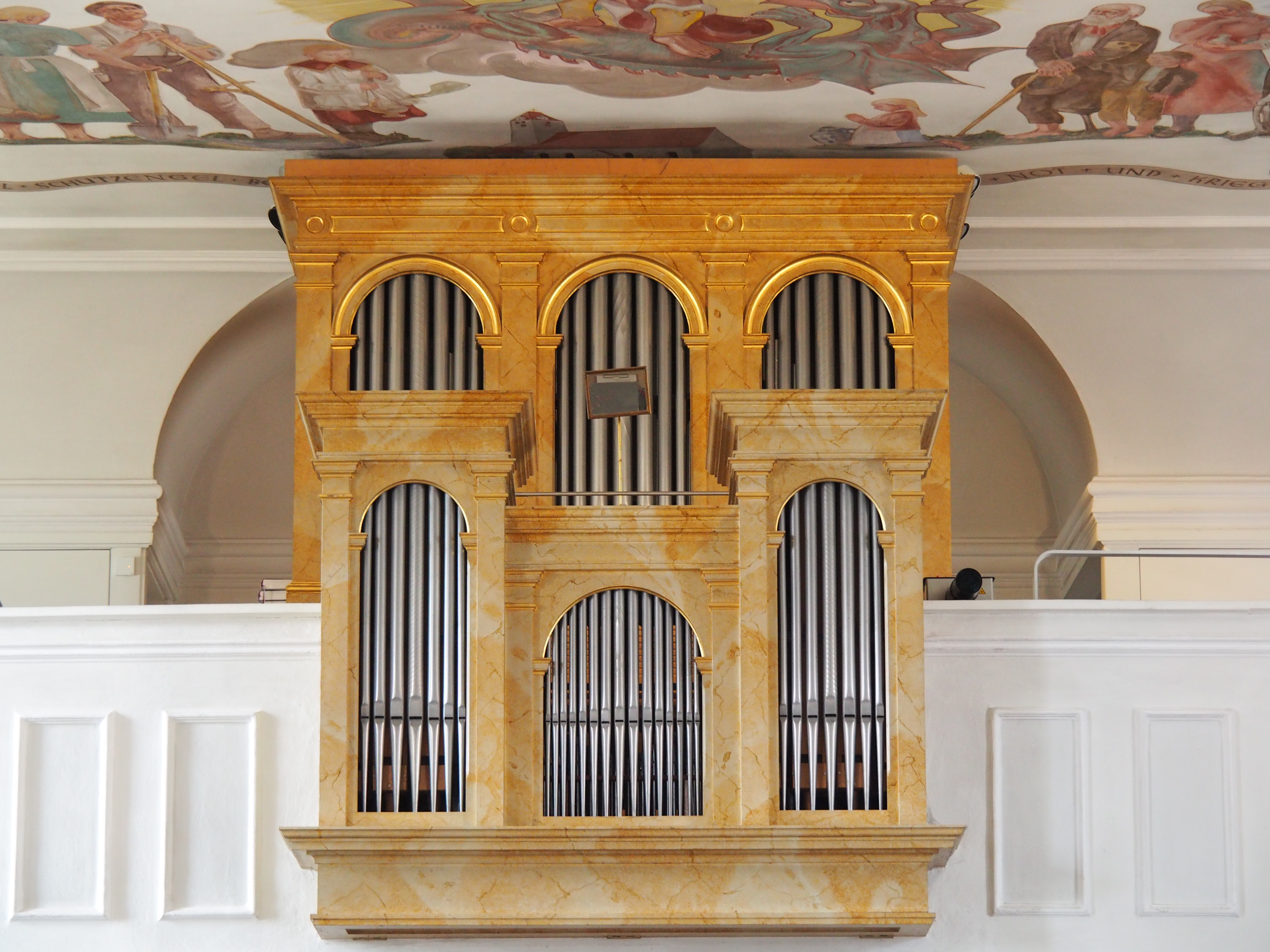
Orgel

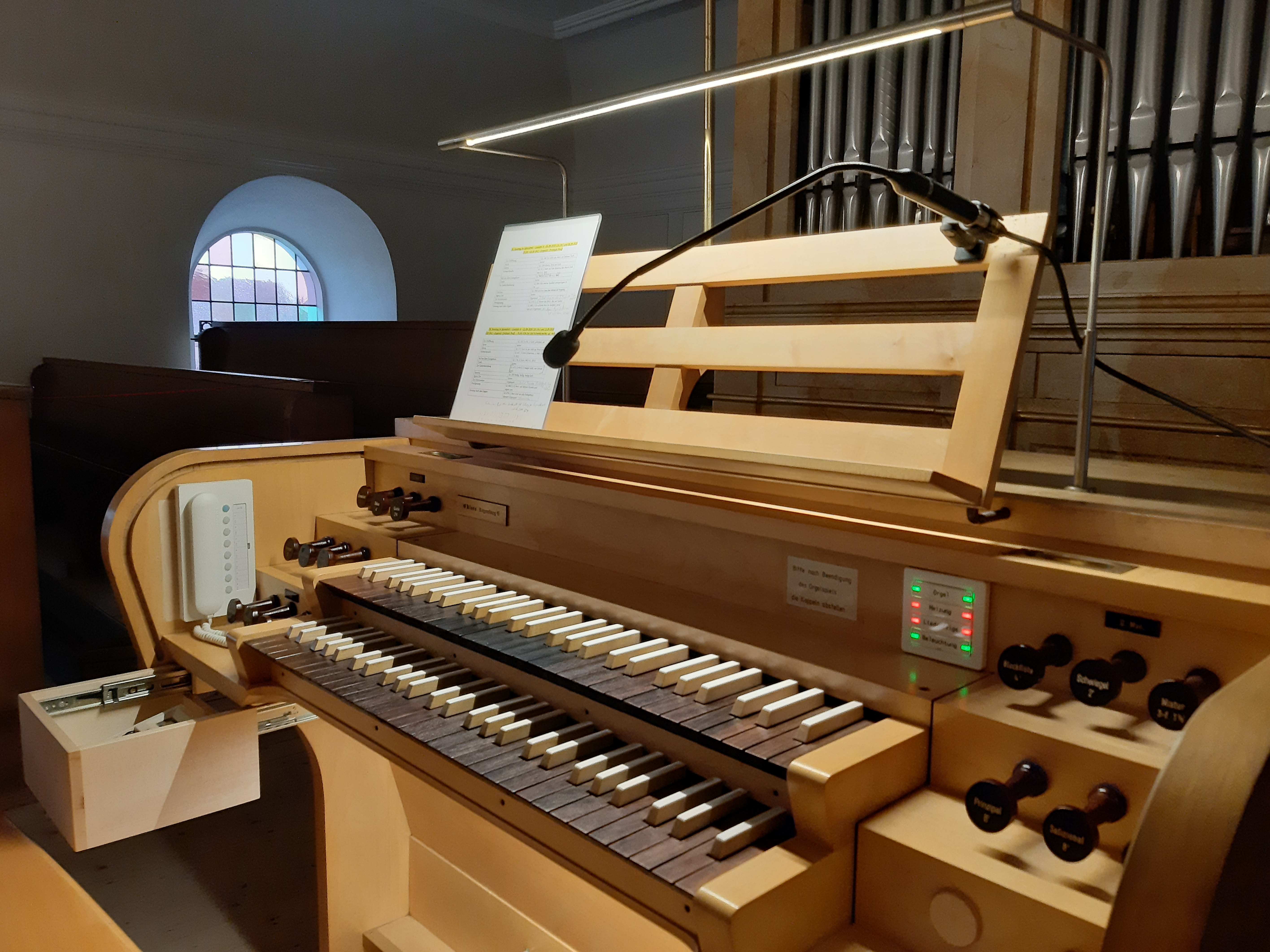
Spieltisch der Orgel

Die erste überlieferte Orgel mit acht Registern wurde 1767 von Michael Herberger erbaut. Ihr folgte ein Instrument mit der gleichen Registerzahl, gefertigt im Jahr 1878 von Ludwig Edenhofer. Dieses Instrument wurde 1953 durch Eduard Hirnschrodt umgebaut und mit einem damals zeitgemäßen Freipfeifenprospekt versehen. Beim Orgelneubau 1979 durch Hermann Kloss, hergestellt in der damaligen Filiale in Regensburg unter der Leitung von August Hartmann stellte man das Gehäuse in alter Form (Edenhofer) wieder her, erweiterte das Instrument auf 15 Register auf zwei Manualen und Pedal und fügte ein an das Hauptgehäuse optisch angelehntes Rückpositiv hinzu. Die nach Plänen von Eberhard Kraus erbaute Orgel wurde 2009 durch Johannes Schädler mit Sachberatung durch Kunibert Schäfer umgebaut. Seitdem lautet die Disposition:
| I Rückpositiv C–g3 |       |
| Bleigedackt        | 8′    |
| Holzprinzipal      | 4′    |
| Dolce              | 4′    |
| Quinte             | 2 ⁄3′ |
| Prinzipal          | 2′    |
| Tremulant          |       |

| II Hauptwerk C–g3 |               |
| Principal         | 8′            |
| Holzgedeckt       | 8′            |
| Salizional        | 8′            |
| Oktav             | 4′            |
| Blockflöte        | 4′            |
| Schwiegel         | 2′            |
| Mixtur            | 1 ⁄3′+1′+2⁄3′ |

| Pedal C–f1 |     |
| Subbaß     | 16′ |
| Violonbaß  | 8′  |
| Choralbaß  | 4′  |

- Koppeln: I/II, II/P, I/P
- Bemerkungen: Schleifladen, mechanische Spiel- und Registertraktur

## Glocken
Im Kirchturm hängen vier Glocken in der Tonfolge fis′ a′ h′ d″ (Idealquartett). Die große Glocke, die sogenannte Wasserglocke mit der Inschrift „Ave Virginis“ stammt aus dem Jahr 1474, die drei kleineren sind 1952 von der Glockengießerei Hofweber in Regensburg gegossen und ersetzen die 1942 im Zweiten Weltkrieg eingeschmolzenen Vorgängerglocken.